# Winthemia cruentata
Winthemia cruentata là một loài ruồi trong họ Tachinidae.